# Cupularve
Il cupularve è un piccolo congegno in plastica utilizzato in apicoltura per facilitare l'allevamento delle api regine. 
In particolare l'apparecchio consente di eliminare il trasferimento delle larve dalla cella naturale del favo al cupolino di allevamento. 
Nel congegno viene collocata ed isolata un'ape regina che è costretta a deporre le uova nei cupolini di cui il cupularve è dotato. I cupolini contenenti le uova e le larve vengono poi utilizzati per avere altre api regine.